# Contarinia rhamni
Contarinia rhamni är en tvåvingeart som först beskrevs av Ewald Rübsaamen 1892.  Contarinia rhamni ingår i släktet Contarinia och familjen gallmyggor. Inga underarter finns listade i Catalogue of Life.